# 80 Сапфо
80 Сапфо або 80 Сафо (80 Sappho) — астероїд головного поясу, відкритий 2 травня 1864 року.